# Otto von Kerpen
Otto von Kerpen (mort en 1208) est le deuxième grand maître de l'ordre Teutonique (1200 - 1208).

## Sources
- (de) Cet article est partiellement ou en totalité issu de l’article de Wikipédia en allemand intitulé « Otto von Kerpen » (voir la liste des auteurs).